# サブリナ (プロレスラー)
サブリナ（Sabrina）のリングネームで知られるドリス・ウィリアムス・ホイットロック（Doris Williams Whitlock、1961年9月2日 - ）は、アメリカ合衆国の女子プロレスラー。ジョージア州ストックブリッジ出身。

## 来歴
1981年に義兄弟に当たるケン・ティムズの下でトレーニングを重ね、ファビュラス・ムーラ門下に移りデビュー。
1982年4月29日、プリンセス・ビクトリアとのコンビでNWA女子タッグ王座を獲得。
同年、全日本女子プロレスに初来日。ミミ萩原とシングルで対戦した。
AWAやWWFに参戦した後、1983年に師匠ムーラとの一騎討ちで敗れ引退。家庭を築き実業家として成功を収めた。
2011年、女子インディ団体「MLW」で現役復帰。ジョイス・グレーブルも限定ながら復帰した。以降もインディ団体で活動している。

## タイトル
- NWA女子タッグチーム王座（w/プリンセス・ビクトリア）